# Liste der Bodendenkmale im gemeindefreien Gebiet Solling (Landkreis Northeim)
In der Liste der Bodendenkmale im gemeindefreien Gebiet Solling (Landkreis Northeim) sind die Bodendenkmale des niedersächsischen gemeindefreien Gebietes Solling aufgeführt. Die Quelle ist der Denkmalatlas Niedersachsen.
- Bitte beachten Sie, dass diese Liste keinen Anspruch auf Vollständigkeit erhebt.
- Die Angaben ersetzen nicht die rechtsverbindliche Auskunft der zuständigen Denkmalschutzbehörde.
- Es sind nur Daten aus dem Denkmalatlas verarbeitet.
- Der Stand der Liste ist der 8. Februar 2025.

Solling(GfG) im Landkreis Northeim

## Solling (GfG)
| Lage                        | Bezeichnung                      | Beschreibung | ID       | Bild           |
| --------------------------- | -------------------------------- | --- | -------- | -------------- |
| 51° 43′ 19″ N, 9° 41′ 55″ O | Solling 1, Wüstung               | Wüstung mit obertägig erhaltenem Kirchengrundriss von ca. 10 × 5 m Länge. Südl. bzw. nordwestl. davon zwei Hauspodeste. Keramik- und Hüttenlehmfunde weisen auf weitere Hofstellen in der näheren Umgebung hin. Eine mittelalterliche Überlieferung des Ortsnamens ist bisher nicht bekannt. Älteste Ortsnamennennung in der Sollingkarte des Johann Krabbe von 1603 mit der Bezeichnung „Wüste Gerßborn“. Im Jahre 1715 als wüste Dorfstelle „Gasborn“ genannt. Die Keramikfunde weisen auf einen Besiedlungszeitraum vom späten 12. bis ins 15. Jh. hin. | 34818693 |                |
| 51° 41′ 20″ N, 9° 28′ 34″ O | Solling 2, Winnefeld             | Obertägig erkennbar ist der Grundriss der ehemaligen Dorfkirche mit rekonstruierbarer L. ca. 22,5 m und Br. ca. 7 m. Im Turmbereich sind die Grundmauern unter einem Erdwall von bis zu 1 m Höhe erhalten, an der S-Seite des Kirchenschiffs liegt der untere Bereich der Fundamentmauer in restauriertem Zustand frei. In der Umgebung der Kirche sind obertägig keine weiteren Befunde, wie Hauspodeste o.ä. erkennbar. Vermutlich wurde vor Anlage der umgebenden Fichtenschonung der Untergrund tiefgreifend verändert.                                | 34818694 | Weitere Bilder |
| 51° 42′ 41″ N, 9° 30′ 42″ O | Solling 5, Kreuzstein            | Zwei Kreuzsteine aus rotem Sandstein (H. 85 cm, Br. 52 cm, D. 18 cm; der nordwestl. gelegene Stein ist annähernd 10 cm höher und breiter). Beide tragen ein breites, tief eingerilltes lateinisches Balkenkreuz, dessen Rillen bis an den Rand der Steine reichen. Die Rückseiten tragen keine Zeichnung. Unter dem linken Querbalken des größeren Steines lassen Bearbeitungsspuren ein früher vorhandenes zusätzliches Attribut vermuten. Leider werden die Rillen der Kreuze von Zeit zu Zeit mit Farbe überzogen.                                      | 34818531 |                |
| 51° 44′ 37″ N, 9° 36′ 58″ O | Solling 6, Kreuzstein            | Kreuzstein aus rotem Sandstein (H. 67 cm, Br. 32 cm, D. 15 cm). Auf einer Seite ein eingetieftes lateinisches Kreuz. Der Kreuzkopf fehlt, da der Stein bis zum Querbalken abgeschlagen ist. Auf der anderen Seite folgender Text (ergänzt): Dieb Hann Reinholt dodgeschosen. Der Stein soll für den am 15.11.1757 erschossenen Wilddieb Johann Reinholt gesetzt worden sein. | 34818532 | BW             |
| 51° 40′ 5″ N, 9° 25′ 49″ O  | Solling 10, Grabhügel            | Durchmesser ca. 15 m und Höhe ca. 1 m. Annähernd rund. Ebenmäßig gewölbt. Einzelne Steine, über den südl. Hügelbereich führt ein Forstweg. | 34818632 | BW             |
| 51° 39′ 45″ N, 9° 26′ 40″ O | Solling 12, Steinmal (Taufstein) | Aus Keupersandstein gearbeiteter rechteckiger Quader mit den Maßen von ungefähr 40 × 50 × 40 cm. Aus der waagerechten Oberfläche ist ein rechteckiger Brennraum herausgearbeitet (ca. 15 × 20 cm). | 34818634 | BW             |
| 51° 39′ 59″ N, 9° 27′ 37″ O | Solling 14, Grabhügel            | Durchmesser ca. 10 m und Höhe ca. 0,7 m. Rund. | 34818880 | BW             |
| 51° 40′ 0″ N, 9° 27′ 37″ O  | Solling 15, Grabhügel            | Durchmesser ca. 12 m und Höhe ca. 0,8 m. Annähernd rund. | 34818881 | BW             |
| 51° 39′ 58″ N, 9° 26′ 39″ O | Solling 52, Grabhügel            | Durchmesser ca. 10 m und Höhe ca. 0,5 m. Annähernd rund. Kuppenmulde. | 34818478 | BW             |
| 51° 39′ 38″ N, 9° 26′ 35″ O | Solling 53, Grabhügel            | Durchmesser ca. 18 m und Höhe ca. 1 m. Annähernd rund. Ebenmäßig gewölbt. | 34818479 | BW             |
| 51° 39′ 33″ N, 9° 26′ 37″ O | Solling 54, Grabhügel            | Durchmesser ca. 15 m und Höhe ca. 0,6 m. Rund. | 34818521 | BW             |
| 51° 40′ 14″ N, 9° 26′ 35″ O | Solling 55, Grabhügel            | Durchmesser ca. 12 m und Höhe ca. 0,7 m. Annähernd rund. | 34819105 | BW             |

### Solling 9
- ID:34818575
- Grabhügelfeld mit ca. 30 – 35 Hügeln mit 10 – 25 m Dm und 0,5 – 1,5 m H. Lt. Könnecke wurden ca. ein Dutzend nach dem 1. Weltkrieg gesprengt, um Ackerland zu gewinnen. Lt. Maier enthielten 1975 mehrere Grabhügel "Kopfstiche".

| Lage                        | Bezeichnung | Beschreibung | ID       | Bild |
| --------------------------- | ----------- | --- | -------- | ---- |
| 51° 39′ 43″ N, 9° 26′ 44″ O | Solling 9   | Durchmesser ca. 20 m und Höhe ca. 1,3 m. Annähernd rund. Rand nach W flach auslaufend. Leicht nach W geneigte Kuppe. Ein Fußpfad führt von O nach W über den Hügel. | 34818002 | BW   |
| 51° 39′ 43″ N, 9° 26′ 46″ O | Solling 22  | Durchmesser ca. 25 m und Höhe ca. 1,5 m. Annähernd rund. Nahe am Zentrum 0,5 m tiefe Eingrabung, ca. 2 × 2 m. Ein Fußpfad führt von O nach W über den Hügel.        | 34818003 | BW   |
| 51° 39′ 43″ N, 9° 26′ 48″ O | Solling 23  | Durchmesser ca. 13 m und Höhe ca. 1 m. Rund. | 34818004 | BW   |
| 51° 39′ 44″ N, 9° 26′ 49″ O | Solling 24  | Durchmesser ca. 10 m und Höhe ca. 0,5 m. Annähernd rund. | 34818025 | BW   |
| 51° 39′ 43″ N, 9° 26′ 49″ O | Solling 25  | Durchmesser ca. 12 m und Höhe ca. 0,7 m. Rund. | 34818026 | BW   |
| 51° 39′ 42″ N, 9° 26′ 48″ O | Solling 26  | Durchmesser ca. 15 m und Höhe ca. 1 m. Annähernd rund. Im Zentrum eine kleine Eingrabung.                                                                           | 34818027 | BW   |
| 51° 39′ 41″ N, 9° 26′ 49″ O | Solling 27  | Durchmesser ca. 12 m und Höhe ca. 0,8 m. Rund. | 34818079 | BW   |
| 51° 39′ 41″ N, 9° 26′ 50″ O | Solling 28  | Durchmesser ca. 10 m und Höhe ca. 0,6 m. Rund. | 34817799 | BW   |
| 51° 39′ 42″ N, 9° 26′ 50″ O | Solling 29  | Durchmesser ca. 12 m und Höhe ca. 1 m. Rund. | 34818080 | BW   |
| 51° 39′ 43″ N, 9° 26′ 52″ O | Solling 30  | Durchmesser ca. 15 m und Höhe ca. 1,3 m. Annähernd rund. Tierbaue.                                                                                                  | 34818081 | BW   |
| 51° 39′ 42″ N, 9° 26′ 52″ O | Solling 31  | Durchmesser ca. 12 m und Höhe ca. 0,7 m. Annähernd rund. Am NW-Rand Einkuhlung.                                                                                     | 34818114 | BW   |
| 51° 39′ 41″ N, 9° 26′ 52″ O | Solling 32  | Durchmesser ca. 10 m und Höhe ca. 0,5 m. Annähernd rund. Am NW-Rand großer plattiger Stein.                                                                         | 34818115 | BW   |
| 51° 39′ 42″ N, 9° 26′ 54″ O | Solling 33  | Durchmesser ca. 12 m und Höhe ca. 0,7 m. Rund. Im Zentrum ca. 2 × 3 m große Eingrabung.                                                                             | 34818116 | BW   |
| 51° 39′ 43″ N, 9° 26′ 54″ O | Solling 34  | Durchmesser ca. 16 m und Höhe ca. 1,5 m. Rund. Im Zentrum ca. 2 × 2 m große Eingrabung, T. 0,5 m.                                                                   | 34818162 | BW   |
| 51° 39′ 43″ N, 9° 26′ 55″ O | Solling 35  | Durchmesser ca. 13 m und Höhe ca. 0,5 m. Annähernd rund. Ränder flach auslaufend.                                                                                   | 34818163 | BW   |
| 51° 39′ 44″ N, 9° 26′ 57″ O | Solling 36  | Durchmesser ca. 15 m und Höhe ca. 0,5 m. Annähernd rund. Ränder flach auslaufend.                                                                                   | 34818164 | BW   |
| 51° 39′ 45″ N, 9° 26′ 55″ O | Solling 37  | Durchmesser ca. 18 m und Höhe ca. 1,3 m. Annähernd rund. Ebenmäßig gewölbt.                                                                                         | 34818233 | BW   |
| 51° 39′ 46″ N, 9° 26′ 53″ O | Solling 38  | Durchmesser ca. 15 m und Höhe ca. 0,6 m. Rund. | 34818234 | BW   |
| 51° 39′ 46″ N, 9° 26′ 52″ O | Solling 39  | Durchmesser ca. 15 m und Höhe ca. 0,6 m. Rund. | 34818302 | BW   |
| 51° 39′ 47″ N, 9° 26′ 54″ O | Solling 40  | Durchmesser ca. 15 m und Höhe ca. 1,2 m. Rund. Im Zentrum Grabungsloch. Tierbaue.                                                                                   | 34818303 | BW   |
| 51° 39′ 47″ N, 9° 26′ 56″ O | Solling 41  | Durchmesser ca. 16 m und Höhe ca. 1,2 m. Annähernd rund. Unebene Oberfläche.                                                                                        | 34818304 | BW   |
| 51° 39′ 47″ N, 9° 26′ 58″ O | Solling 42  | Durchmesser ca. 15 m und Höhe ca. 1,2 m. Annähernd rund. Abgeflachte Kuppe. Tierbaue.                                                                               | 34818391 | BW   |
| 51° 39′ 47″ N, 9° 26′ 57″ O | Solling 43  | Durchmesser ca. 16 m und Höhe ca. 1 m. Annähernd rund. Tierbaue sowie Einkuhlungen.                                                                                 | 34818392 | BW   |
| 51° 39′ 46″ N, 9° 26′ 56″ O | Solling 44  | Durchmesser ca. 10 m und Höhe ca. 0,5 m. Annähernd rund. | 34818393 | BW   |
| 51° 39′ 45″ N, 9° 26′ 59″ O | Solling 45  | Durchmesser ca. 12 m und Höhe ca. 0,7 m. Annähernd rund. | 34818402 | BW   |
| 51° 39′ 43″ N, 9° 27′ 2″ O  | Solling 46  | Durchmesser ca. 13 m und Höhe ca. 0,4 m. Rund. | 34818403 | BW   |
| 51° 39′ 42″ N, 9° 26′ 59″ O | Solling 47  | Durchmesser ca. 14 m und Höhe ca. 1 m. Ehemals rund. NW-Hälfte durch Wegebau abgetragen.                                                                            | 34818404 | BW   |
| 51° 39′ 43″ N, 9° 27′ 1″ O  | Solling 48  | Durchmesser ca. 13 m und Höhe ca. 1 m. Rund. Ebenmäßig gewölbt. | 34818460 | BW   |
| 51° 39′ 42″ N, 9° 27′ 1″ O  | Solling 49  | Durchmesser ca. 12 m und Höhe ca. 0,8 m. Rund. Kuppenmulde. Größere Steine.                                                                                         | 34818461 | BW   |
| 51° 39′ 42″ N, 9° 26′ 59″ O | Solling 50  | Durchmesser ca. 10 m und Höhe ca. 1 m. Annähernd rund. Kopfgroße Steine.                                                                                            | 34818462 | BW   |
| 51° 39′ 41″ N, 9° 26′ 58″ O | Solling 51  | Durchmesser ca. 15 m und Höhe ca. 1 m. Rund. Ebenmäßig gewölbt. | 34818477 | BW   |